# 明天媽媽不在
《明天媽媽不在》（日語：明日、ママがいない）是日本電視台由2014年1月15日起播出的日本電視劇。播出時間為每周三22:00 ~ 23:00（JST）。主演為蘆田愛菜。
本劇的廣告標語為「不是我們被拋棄，而是我們拋棄他們。」以及「現在，你媽媽在你身邊嗎？」。

## 概要
本劇以兒童之家為舞台，用那些因為各種理由而與父母分離的兒童的角度來看“什麼是愛”和“什麼是被愛”。是部以被拋棄的孩子們作為主題的懸疑劇。
本劇是以《Mother》大紅的童星蘆田愛菜，首次與同為NTV製作的連續劇《Woman》的童星鈴木梨央合作演出。
2014年1月11日，本劇在NICONICO直播上舉辦萬人限定網路試播會。撥出結束後在Gyao!與Youtube上的NTV CHANNEL進行限定一周的最新一回的免費發佈。

## 故事簡介
少女真希因為母親的過失傷人而淪為孤兒，被帶到了一所位於橫濱的孤兒院——「小野鴨之家」，在這裡遇上了被稱為"Post"的少女，還有其他一樣被父母拋棄的孩子，他們都是因為家境或虐待而送至這裡生活，是缺人疼愛的孩子，父母的關愛是他們現在所最嚮往的。面對那些狠心拋下自己的父母，最終，我們連自己是誰都不知道，昨天在，今天也在的媽媽，明天就不在了……

## 登場人物

### 兒童收容設施「小野鴨之家」
※以下資訊引用自官網
郵箱 / 佐佐木晶晶（ササキ キララ）（9歲）
芦田愛菜 飾
對水鴨子之家的孩子們來說，她是收容設施的孩子王。出生後被母親遺棄在置嬰箱（赤ちゃんポスト，又稱棄嬰保護艙），因此有了這個綽號，在親生母親不詳的情況下被收容。總是一副酷樣，個性相當坦率，說話時直言不諱，只有在要來「試用」的那些想領養小孩的夫婦們面前，才會擺出和善的態度。平常很照顧設施裡的同伴們。最後成為佐佐木的養女。根據鋼琴美的說法，本名是所謂的DQN名字。本名是根據原母親遺棄時留下名字的紙條，キララ(Kirara) [注:Kirakira有閃耀的意思]。
註：ささききらら寫法即為筆畫對稱之型態。
鈍器 / 渡辺真希（わたなべ まき） → 川島真希（かわしま まき）（9歲）
鈴木梨央 飾
因為媽媽涼香犯下傷害案件，而被送至「水鴨子之家」安置，而後因為被媽媽涼香遺棄，正式成為水鴨子之家的成員。綽號是源自於媽媽毆打男友的兇器。有著坦率又理智的性格，常被Post跟鋼琴美捉弄。
剛進入設施時曾頂撞過Post，一直相信媽媽會來接自己，希望破滅後，決定跟Post等人一起面對現實堅強的活下去。
鋼琴美 / 鳥羽直美（9歲）
櫻田日和 飾
很尊敬Post。由於雙親人間蒸發而進入水鴨子之家。專長是鋼琴，因此有了這個綽號。無時無刻不崇尚著時尚，經常自言自語，經常用一些連自己也不懂的大人用語裝成熟。
BONBI 貧乏 / 東條優衣子（9歲）
渡邉木乃美 飾
綽號源自於「貧窮」一詞（將日文的「貧窮」倒過來念）。進入水鴨子之家的理由，對外說法是因為家庭經濟狀況不好，事實上是雙親死於災害，而遺體至今仍未找到。跟鋼琴美同樣尊敬Post。
因為父母雙亡心智到重大打擊，自此開始有妄想的行為。房間掛著安潔莉娜·裘莉和布萊德·彼特的相片作為裝飾，代表著理想的雙親形象。在那之後因為佐佐木的幫助而接受雙親死去的事實。
老姑婆（17歲）
大後壽壽花 飾
左眼因為被媽媽打破的酒瓶碎片傷到眼角膜，因而罹患了虹膜異色症，總是戴著眼罩，且經常帶著一個兔子的毛絨娃娃走來走去。陰沉又遲鈍，被Post跟鋼琴美當成笨蛋。因為長時間待在兒童之家，而被取了這個綽號。依賴著比自己小的郵箱，對於能夠幫助自己的人尚未出現感到焦慮。經常偷吃設施裡的食物。
彈珠
五十嵐陽向 飾
尚在念幼稚園的小小孩。因為有個愛打小鋼珠的母親，因此有了這個綽號。過去曾在某個夏季的大熱天裡被媽媽獨自留在家中，差點因為中暑而致命。總是拿著有著媽媽味道的洗髮精罐子。跟Post相當要好。
Han（海）
阪本光希 飾
Ryu（龍）
阪本颯希 飾
以上兩人為雙胞胎兄弟。
Locker（置物櫃）（21歲）
三浦翔平 飾
小時候曾被安置於水鴨子之家，現為職員兼任廚師。嬰兒時期被父親棄置在投幣式置物櫃，因此有了這個綽號。雖然因為沉默寡言，無法讓人了解他真正的想法，但卻是設施裡的孩子們及所長心中的最佳傾訴對象。
魔王 / 佐佐木友則（48歲）
三上博史 飾
水鴨子之家的所長。行動不便，經常拿著拐杖。喜歡發出「嘖」的聲音。對孩子們灌輸「（你們是）養父母的寵物」的想法，恫嚇孩子們。有著不為人知的過去，以「讓108個孩子成為養子」為目標。
當負責下廚的置物櫃不在時，會親自做食物給院內的孩子們吃，只是廚藝差勁到連用微波爐熱調理包都能讓孩子們食不下嚥。目前與妻子分居中。

### 橫濱東兒童申訴中心
水澤叶（25歲）
木村文乃 飾
兒童申訴中心的職員。在孩子們與養父母面前總是面無表情。孩子們都叫她Ice doll（冰娃娃）。事實上她將孩子們的幸福放在第一位，並且抱著讓孩子們自己選擇想要的父母的想法，經常違反規定，私下將候補養父母的資料偷偷交給佐佐木。

### 其他
涼香
酒井美紀 飾
鈍器的媽媽，是個單親媽媽。因為跟戀人爭吵引發的傷害事件而被逮捕。之後，為了與那位戀人結婚，而將成為戀情阻礙的鈍器送到「水鴨子之家」。
東條祐樹（28歲）
城田優 飾
BONBI在外面見到的大人，孩子們心目中的「理想的家長」。
東條的妻子
羅賓（Mailys Robin） 飾
笹塚蓮
藤本哉汰飾
橫濱市立川濱小學的學生。跟鋼琴美是同學。鋼琴美的暗戀對象。但他比較在意Post。
佐佐木香織（40歲）
鈴木砂羽 飾
佐佐木的妻子。跟佐佐木分居中，獨自在外生活並在便當店打工。
過去曾經流產，丈夫將責任歸咎於自己，這件事成為佐佐木幫助孩子們尋找家庭的契機。
朝倉 亮
吉沢悠 飾（第7話 - 最終話）
POST學校的代班導師，因為女兒因意外離世後，妻子精神狀況不佳。故央求學生POST來家中幫忙。
朝倉 瞳
安達祐實 飾（第7話 - 最終話）
朝昌亮的妻子。無法接受女兒意外離世，故將POST看成自己的女兒，丈夫則為了要讓妻子康復而費盡心思。

## 收視率
| 各集                                                          | 放送日        | 副標題 | 中譯副標題                                       | 導演     | 收視率 |
| ------------------------------------------------------------- | ------------- | ------ | ------------------------------------------------ | -------- | ------ |
| EP01                                                          | 2014年1月15日 |        | 失去愛的少女。我並沒有被遺棄、是我選擇遺棄了父母 | 猪股隆一 | 14.0 % |
| EP02                                                          | 2014年1月22日 |        | 9歲的母性本能。拯救可憐的少年                    | 猪股隆一 | 13.5 % |
| EP03                                                          | 2014年1月29日 |        | 兔子的血紅眼淚。有父母的孩子也會寂寞嗎？         | 長沼誠   | 15.0 % |
| EP04                                                          | 2014年2月5日  |        | 少女悲傷的秘密由母親的幽靈述說…                  | 豬股隆一 | 13.1 % |
| EP05                                                          | 2014年2月12日 |        | 超絕美少女的鋼琴爸爸就在這裡…                    | 鈴木勇馬 | 11.6 % |
| EP06                                                          | 2014年2月19日 |        | 給不說話的青年。傾聽愛和靈魂的壯大演說           | 長沼誠   | 11.5 % |
| EP07                                                          | 2014年2月26日 |        | 當我的媽媽好嗎？                                 | 猪股隆一 | 11.8%  |
| EP08                                                          | 2014年3月5日  |        | 少女啟程之時。孩子們流淚的理由                   | 長沼誠   | 11.8 % |
| EP09                                                          | 2014年3月12日 |        | 呼喚我的名字吧…一直以來謝謝你                    | 猪股隆一 | 12.8 % |
| 平均收視率: 12.8%（收視率來自Video Research對關東地區的調查） |               |        |                                                  |          |        |

## 工作人員
- 劇本監修：野島伸司
- 編劇：松田沙也
- 音樂：羽毛田丈史
- 導演：豬股隆一、鈴木勇馬、長沼誠（日本電視台 AX-ON）
- 主題曲：kotringo「誰か私を」（誰來面對我）（commmons）
- 副導演：田部井稔、後藤克樹
- 標題設計：西村了
- 動作指導：出口正義
- 駕駛替身（カースタント)：佐藤秀美
- 兒童照護設施顧問：岡本忠之
- 舞蹈指導：麻月奏海
- 鋼琴指導：東由香里
- 鋼琴配音：松崎加奈
- 劇中料理：赤堀博美
- 醫療指導：菅野秀宣
- 總製作人：伊藤響
- 製作人：福井雄太、難波利昭（NTV AX-ON）
- 製作統籌：大塚泰之
- 副製作人：渡邉美郁、大護彰子、加藤晶子
- 製作協助：NTV AX-ON
- 製作出品：日本電視台

## 爭議事件
電視台為了戲劇張力，添加了許多爭議性劇情，導致部份內容並未真實反映目前兒童之家的實際情形，2014年1月21日全國兒童養護設施（兒童之家）協議會和全國里親會（認養家庭）共同召開記者會，指出該劇「造成觀眾的誤會和偏見，並且會間接侵害兒童之家的孩子們的人權」，要求該劇修改劇本，刪除一些會助長偏見和歧視的名稱和用詞。
因本劇的爭議性太大，八家廣告商都在第三集起撤銷贊助，廣告時間只播放公益廣告。
2014年2月5日，全國兒童養護設施（兒童之家）協議會再次召開記者會，表示接受日本電視台的道歉。日本電視台表示，「本劇不是為了傷害兒童之家的小朋友而播映」，「的確應該事先跟協議會商量，考察兒童之家的實際情形，並且慎選台詞」，「今後會加倍考慮小朋友的心情」。

## 關連項目
- 無家可歸的小孩/無家可歸的小孩2 - 以被父母拋棄的孩子為主角的連續劇。

## 外部連結
- 明日、ママがいない - 日本テレビ （页面存档备份，存于）

| 日本電視台 週三連續劇                                    | 日本電視台 週三連續劇                            | 日本電視台 週三連續劇 |
| -------------------------------------------------------- | ------------------------------------------------ | --------------------- |
|                                                          | 明天媽媽不在 （2014年1月15日 - 2014年3月12日）   |                       |
| 段田凜 勞動基準監督官 （2013年10月2日 - 2013年12月11日） | 花咲舞不會沈默 （2014年4月16日 - 2014年6月18日） |                       |